# Logos (christianisme)
Pour les articles homonymes, voir Logos et Logos (homonymie).
Le Logos est une notion empruntée à la philosophie hellénistique pour désigner le Christ. Le mot est grec et signifie « parole », au sens premier, mais aussi « raison, intelligence », et qu'on traduit par le terme Verbe ou Parole dans les textes anciens. Le titre « Logos » est d’abord donné à Jésus par saint Jean dans le Prologue de son Évangile (Jn 1:1-18). De là s'est développée la théologie chrétienne du « Verbe de Dieu » : le Logos s'est fait chair en la personne de Jésus-Christ.
D'un point de vue christologique, l'idée que le Christ soit le Logos (du grec ancien : λόγος, « verbe », « sagesse » ou « lien ») a joué un rôle important dans l'affirmation de la divinité de Jésus-Christ et sa position en tant que Dieu le Fils dans la Trinité comme indiqué dans le credo de Chalcédoine (451).

## Le Logos dans la philosophie antique

### Le Logos chez Héraclite
Le philosophe grec Héraclite d'Ephèse du sixième siècle avant Jésus-Christ, est le premier semble-t-il à avoir introduit le logos en philosophie. Il lui attribua primitivement le sens d'un discours rationnel, puis par extension celui d'une signification rationnelle, et enfin celui d'une réalité rationnelle se rattachant  aux notions que les Pythagoriciens avaient réunies autour des idées de mesure, de proportion, d'harmonie et de rythme. Ainsi conçu il proposait une rationalisation du monde identifiée à sa loi selon laquelle se déroulent les évènements du monde. Bref le Logos, ordre intelligible pour la raison est la loi nécessaire et impersonnelle qui régit le monde et préside à l'évolution incessante des choses.

### Le Logos chez les Stoïciens
Le Logos a occupé une place philosophique capitale chez les Stoïciens, un courant de pensée qui s'est échelonné sur plusieurs siècles, allant de Cléanthe (330-232), Zénon de Cittium (301-262) et Chrysippe (280-206) dans le monde grec préchrétien, à Posidonius (135-51), Sénèque (1-65), Épictète (50-130) et Marc-Aurèle (121-180), dans le monde romain. Selon les anciens stoïciens, en particulier Chrysippe, le Logos de l'univers est ce selon quoi toutes les choses sont régies. Il s'agit d'un gouvernement divin du monde auquel tout est soumis excepté le mal moral, gouvernement qualifié parfois de providentiel. Le Logos qui est un autre nom de la Nécessité est la raison universelle, immanente au cosmos, identique à lui, inengendrée et incorruptible. Le Logos qualifié de spermatikos, c'est-à-dire de Raison génératrice, enferme en lui les raisons séminales de chaque être. De lui procède toute force, toute vie, toute raison ; il est la cause de l'immutabilité et de la nécessité des lois de la nature. La raison de chaque homme s'identifie à lui et se retrouve en lui. Le Logos, dit aussi âme du monde, est identifié au Destin, à la Vérité, à la Cause, à la nature et à la Nécessité. Il est dit aussi puissance pneumatique, force spirituelle. Il est dit encore vivant, immortel, raisonnable, parfait, intelligent, esprit, ordonnateur de toutes choses, sans pour autant les avoir créées, leur père commun, sans pour autant avoir une forme humaine. Il veille sur le monde qu'il pénètre en toutes ses parties, au sein duquel il opère tout, et dont il est le principe vivifiant. Il est donc un Dieu providence qui s'occupe des hommes, entre en rapport avec eux, et à qui chacun peut s'adresser dans ses prières. Les Stoïciens considérant le Logos comme gouvernant tout l'univers en concluaient que l'homme idéal  était celui qui se conformait à cette Loi immanente à l'univers ; ils distinguaient, en outre, entre le Logos intérieur (endiathètos) et le Logos extériorisé (prophétikos).
Plus tard, au troisième siècle, le philosophe païen Amelius, qui fut un disciple de Plotin (205-270), assimilera le Logos d'Héraclite et des Stoïciens à celui des Chrétiens. cf. infra.

## Le Logos dans l'Ancien Testament
Dans le récit de la Genèse, c'est la Parole (Dabar en hébreu) de Dieu qui crée.
La Parole de Dieu est éternelle (Isaïe, 40,8, « L'herbe sèche, la fleur tombe, mais la parole de notre Dieu subsiste éternellement ») et sert à communiquer à l'homme (Psaumes, 147,15 : « Il envoie ses ordres sur la terre : sa parole court avec vitesse »).
Elle est aussi présentée comme créatrice (Psaumes, 33,6, dans la traduction d'Augustin Crampon : « Par la parole de Yahweh les cieux ont été faits, et toute leur armée par le souffle de sa bouche »).

### Le Logos dans les Septante
La version dite des Septante, qui est une traduction en grec des livres de l'Ancien Testament utilise parfois le terme logos que l'on traduit le plus souvent par parole. Ainsi il apparaît dix fois dans cinq psaumes, et trois fois dans le Livre de la Sagesse.
« Le Logos du Seigneur est droit » (Psaume 32, 4). « Le Seigneur a fait les cieux par son Logos » (Psaume 32, 6). « Il a envoyé son Logos et il les a guéris » (106, 20). « Sauves-moi par ton Logos » (Psaume 118, 25). « J'ai espéré en ton Logos » (Psaume 118, 81). « Ton Logos demeure pour toujours «  (Psaume 118, 89). « Ton Logos est une lampe pour mes pas » (Psaume 118, 106). « Sauve-moi par ton Logos » (Psaume 118, 107). « J'ai mis mon espérance dans ton Logos » (Psaume 118, 114). « Mon âme a attendu ton Logos » (Psaume 129, 5).
« Dieu de nos pères et Seigneur de miséricorde, toi qui as tout créé par ton Logos et qui as fait l'homme par ta Sagesse » (Sagesse 9, 1-2). « C'est ton Logos, Seigneur qui sauve tout » (Sagesse 18, 15). « Comme la nuit était parvenue à son milieu, ton Logos tout puissant est descendu du ciel depuis ses sièges royaux » (Sagesse 18, 15).  « La source de la sagesse est le Logos de Dieu » (Ecclésiastique 18, 15).

### Le Logos dans les targoum
Selon le Dictionnaire Jésus, les targoum, traductions libres en araméen des textes hébraïques, utilisent les termes « Memra » ou « Dabar » pour exprimer ce que l'on traduit par Verbe de Dieu, ou Logos en grec. Le Dictionnaire de Jésus précise que les targoum ont substitué plusieurs centaines de fois l'expression « Memra de-Adonai » (« Verbe de Dieu ») à « Dieu » dans leurs traductions libres. Voici quelques exemples fournis par le dictionnaire en question :
« Le Logos du Seigneur divisa la lumière des ténèbres » (Genèse 1,4). « Le Logos du Seigneur était la lumière et brillait ». (Exode 12, 42). « Sois béni Abram devant le Dieu Très-haut, par son Logos » (Genèse 14,19.)  « Ils ont oublié le Logos de Dieu qui les avait créés » (Deutéronome 32,15). « C'est moi qui ai créé la terre par mon Logos»(Isaïe 42,12). « C'est moi qui suis, par mon Logos » (Deutéronome 32,39). « C'est moi qui, par mon Logos, fais mourir et vivre » (Deutéronome 32,39.) « Je suis avec toi par mon Logos (...) Mon Logos ne t'abandonnera pas » (Genèse 28,15). « Il l'a décidé par son Logos et s'est fait pour nous un Dieu sauveur »(Exode 15,2). « Il déclara qu'il les sauverait par son Logos » (Exode 2,25). 
Le Dictionnaire Jésus analyse ces traductions en les interprétant comme signifiant que « Dieu n'agit jamais sans son Verbe, parce que son Verbe, c'est lui-même ».

## Dans le Nouveau Testament

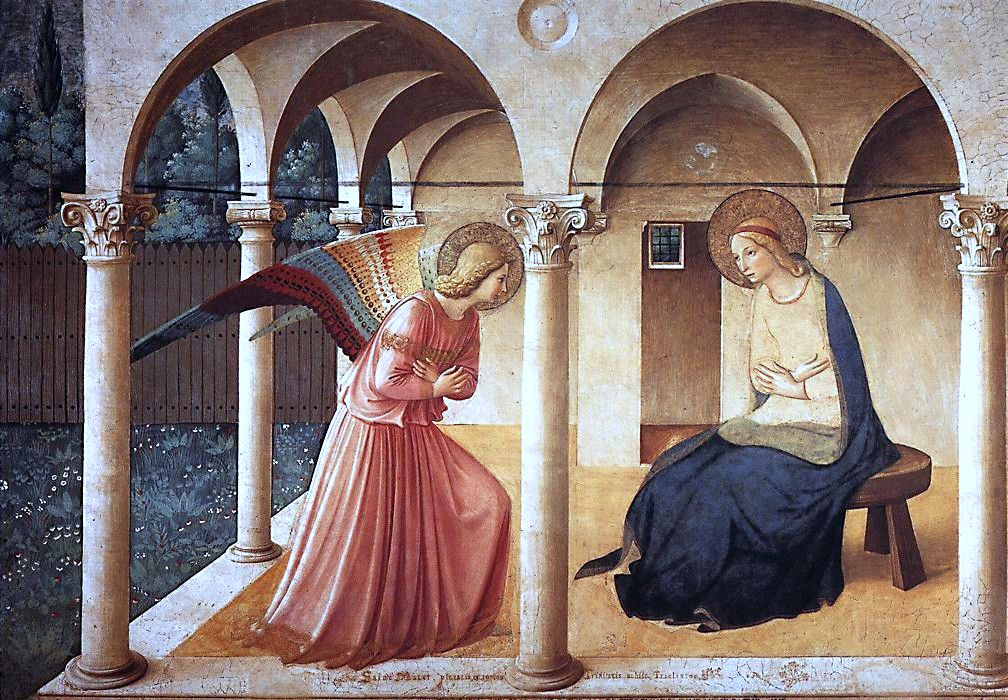
L'Annonciation du couvent San Marco.

### Le Verbe dans le Prologue de Jean
Selon le Dictionnaire Jésus, dans le Prologue de l'Évangile selon Jean, le Logos est la lumière qui éclaire toute vie. Pour s'en rendre compte il suffit de comparer les citations des targoum ci-dessus au texte du Prologue : « Au commencement était le Verbe, et le Verbe était auprès de Dieu, et le Verbe était Dieu. Au commencement il était auprès de Dieu. Tout a été fait par lui, et rien de ce qui a été fait n'a été fait sans lui. En lui était la vie, et la vie était la lumière des hommes (...) et le Verbe s'est fait chair » (Jean 1,1-14). Selon ce Dictionnaire, on y retrouve en particulier : 
1) Identité du Logos et de Dieu, 2) Logos créateur, 3) Logos lumière, 4) Logos de vie. 

### Le Logos chez Luc
Le Dictionnaire Jésus soutient la thèse que le Logos intervient dans certains versets de la plume de Luc. Nous ne citerons ici que les traductions proposées par ce Dictionnaire, renvoyant à l'ouvrage pour les justifications qui y sont proposées :
« Les serviteurs du Logos » Luc (1,1). « Pour écouter le Logos de Dieu » (Luc 5,1). « Qui est ce Logos qui commande avec autorité ! » (Luc 4,36). « Ceux qui,  lorsqu'ils l'ont entendu, avec joie accueille le Logos » (Luc 8,13). « Ma mère et mes frères sont ceux qui écoutent le Logos de Dieu » (Luc 8,21). « Heureux ceux qui écoutent le Logos de Dieu » (Luc 11,27-28). « Le Logos que Dieu a envoyé aux fils d'Israël » (Actes des Apôtres 10,36). « C'est à nous que le Logos du salut a été dépêché » (Actes des Apôtres 13,26).

### Le Verbe et l'Annonciation
Selon l'historien Georges Didi-Huberman, « dans l'histoire de l'Annonciation, ce qu'enseigne l'exégèse, c'est que le Verbe auquel la Vierge se soumet dans le moment même de sa soumission, ce Verbe miraculeusement féconde le ventre de la Vierge. L'histoire de l'Annonciation n'est pas son réel : ce qui se passe réellement, ce qui bouleverse tout, les lois de la nature, cours du temps, salut des humains, cela traverse obliquement le récit […]. Ce qui se passe réellement, c'est qu'à ce moment-là le Verbe divin s'incarne en Marie » .

## Dans l'histoire du christianisme

### Le Logos chez Justin de Naplouse
Justin de Naplouse (né au début du premier siècle et mort martyr en 165) a fait un grand usage du Logos qu'il identifie au Christ. Il écrit en effet  à propos de Dieu le Père : « son fils, le seul qui soit appelé proprement son Fils, le Logos existant avec lui et engendré avant la création est appelé le Christ » (II Apologétique 6, 3). Distinct du Père, le Fils en procède par génération et, non par création. Comme Logos il est inconnaissable, tout comme Dieu. En tant que Logos il est une force, un souffle de Dieu que le Père utilise en tant qu'efficacité créatrice (Première Apologie 33, 6), afin d'exécuter sa volonté. Justin applique au Logos l'épithète spermaticos, (autrement dit ensemenceur), que les philosophes stoïciens appliquaient à leur propre Logos (Seconde Apologie 8, 3). Le Logos est selon lui de nature divine; il est engendré de la substance du Père. Justin qualifie le Logos de Puissance de Dieu ou de Puissance du Père (Première Apologie 23, 2; 32, 10; 33, 6). Selon lui, le Logos remplit une double mission, cosmologique dans la création de l'univers et sotériologique dans l'histoire. Et dans ce dernier cas, toujours selon lui, le Logos se manifeste dans des théophanies. Ainsi par exemple, il se manifeste à Abraham et à Moïse, sans se séparer ni se couper de sa source divine (Dialogue avec Tryphon 128, 2-4). Or ces théophanies annoncent et préparent la venue du Logos dans l'histoire, lors de l'Incarnation et elles permettent de découvrir dans le Messie le Fils de Dieu (Dialogue avec Tryphon 61, 1; 100, 4-5).

### Logos endiathètos et prophorikos chez Théophile d'Antioche
L'apologétique chrétienne des premiers siècles a emprunté aux Stoïciens leur distinction entre Logos  intérieur (endiathètos) et extériorisé (prophorikos) pour distinguer entre l'immanence de Jésus-Christ en Dieu et sa mission dans le monde. C'est ainsi que l'évêque Théophile d'Antioche (second siècle) écrit dans sa lettre à Autolycus : « Dieu a en lui ce Logos immanent (endiathètos). Il l'engendre en le produisant avec sa sagesse avant toutes choses. Il eut ce Logos comme agent (υπουργός). Par lui tout a été fait (...) Ce Logos est appelé principe, car il commande et règne sur toutes les choses réalisées par lui ». 

### Le Logos chez Irénée de Lyon
Irénée de Lyon (entre 130 et 140 et 203-203) combattit énergiquement dans son ouvrage Contre les hérésies les diverses interprétations gnostiques concernant le Logos, comme celle d'Ogdoade qui considéraient le Logos comme le résultat d'une cascade d'émanations partant d'un Pro-Principe, (Pro-Père et Abime), qui enfanta avec la Pensée coexistant avec lui (appelée aussi Grâce et Silence) Vérité et Monogène Père et Principe de toutes choses, lequel émit à son tour Logos et Vie, à partir duquel furent émis Homme et Eglise. Irénée réagit vigoureusement contre ce type d'hérésies, affirmant du Christ : « c'est lui le Logos de Dieu, lui le Fils unique, lui l'auteur de toutes choses, lui la vraie lumière éclairant tout homme, lui l'auteur du cosmos (...) lui qui s'est fait chair et a habité parmi nous » (I, 9, 2).

### Apollinaire et Damase
Le pape Damase Ier s'intéresse à la formule « le Verbe s'est fait chair » de l'Évangile de Jean et refuse l'idée que Dieu devienne homme dans l'incarnation de Jésus-Christ, et considère que l'expression « Dieu tout entier a assumé l'homme tout entier » est plus exacte. Le pape Léon précise que le Logos ne s'est pas transformé, mais que Dieu s'est uni à l'homme.
Pour Apollinaire de Laodicée, le Verbe prend totalement possession de Jésus, qui n'a qu'une enveloppe humaine et est entièrement Dieu. Cette opinion, appelée apollinarisme, est considérée comme hérétique par l'Église.
Pour l'arianisme, le Logos n'a pas toujours existé, et a été par la suite créé par le Père.

## Philon d'Alexandrie
Le théologien et philosophe juif Philon d'Alexandrie (20 av. J.-C., 45 apr. J.-C.) a beaucoup écrit sur le Logos d'une manière qui rappelle la théologie du Nouveau Testament. Par exemple, son enseignement, suivant lequel « le Verbe de Dieu vivant est le lien de tout, qui détient la totalité des choses ensemble et contraignant toutes les parties, et les empêche d'être dissoutes et séparées », ressemble à Colossiens 1,17 : « Il est avant toute chose, et tout subsiste en lui ».  
Philon conçoit Dieu comme transcendant, communiquant avec le monde et avec l'homme par toute une série d'intermédiaires procédant de Dieu par le moyen desquels Dieu agit sur la matière et fait exécuter ses ordres sans déchoir lui-même en s'abaissant à ces actions. Selon lui, le Logos éternel est le plus haut de ces intermédiaires, son Fils premier-né, invisible, artiste, principe de toute fécondité, modèle exemplaire de ce monde ; par lui Dieu forme toutes choses et veille sur elles. Philon voit dans le monde platonicien des Idées le Logos divin créant et organisant les plans des choses avant de les projeter au dehors pour les réaliser. La conception du Logos de Philon occupe une position intermédiaire entre celle d'Hésiode et des Stoïciens et celle du christianisme, car le Logos de Philon occupe une position inférieure à Dieu, étant comme un second Dieu subordonné à lui, comme son ombre, comme son agent immanent au monde contenant éternellement les semences et les raisons invisibles.